# Palatul de patinaj Iceberg
Palatul de patinaj Iceberg (în rusă Дворец Зимнего Спорта Айсберг) este un patinoar multifuncțional din orașul rus Soci. Principalul motiv pentru care a fost construit a fost găzduirea probelor de patinaj viteză și short track la Jocurile Olimpice de iarnă din 2014.

## Caracteristici
Arena, care cuprinde 12.000 de scaune, a costat 43,9 milioane de dolari, pentru construcția sa fiind folosite 15.000 de tone de oțel. Deși a găzduit un concurs local de patinaj în octombrie 2012, Uniunea Internațională de Patinaj le-a sugerat organizatorilor Olimpiadei să se pregătească suplimentar pentru Finala Grand Prix-ului de patinaj artistic din 2012-2013. Suprafața de gheață pentru probele de patinaj artistic și patinaj viteză poate fi schimbată în aproximativ două ore. Forma clădirii a fost gândită astfel încât să se poată confunda în peisajul natural și amintește a siluetele munților și a valurilor Mării Negre. Pe acoperișul din aluminiu sunt amplansate 5.800 de panouri din sticlă cu grosimea de 30 de cm. Arhitecții au creat și un panou reprezentativ cu valuri. Pentru design-ul inovativ, aceștia au fost recompensați cu locul 3 la gala internațională „World of Glass 2013” la secțiunea „Sticla în arhitectură 2013”. După Olimpiada de Iarnă, arena se pare că rămâne destinată patinajului, deși este posibil să fie transformată într-un velodrom pentru ciclism.